# 威廉·布鲁恩-默勒
威廉·布鲁恩-默勒（瑞典語：William Bruhn-Möller，1887年2月11日—1964年8月13日），瑞典男子赛艇运动员。他曾代表瑞典参加1912年夏季奥林匹克运动会赛艇比赛，获得男子四人单桨有舵手内桨架银牌。